# Quartier du Conseil des XV
Ne doit pas être confondu avec Conseil des XV.
Le quartier du Conseil des XV est un quartier de Strasbourg.
Administrativement, il est regroupé avec le quartier de l'Orangerie pour former l'ensemble Orangerie - Conseil des XV.

## Localisation
Il est délimité au nord par le canal de la Marne au Rhin, à l'est par le bassin des Remparts, au sud par le quartier de l'Esplanade et à l'ouest par le quartier de l'Orangerie.
On y trouve également la cité Rotterdam, premier grand ensemble de l'après-guerre construit en France, qui s'articule autour d'un parc.

## Toponymie
Le quartier doit son nom au Conseil des XV (Fünfzehnerwörth), qui administra la ville de Strasbourg de 1433 à la Révolution, lorsque Strasbourg était une ville libre d'Empire puis sous la tutelle du royaume de France à partir de 1681.

## Histoire
À l'emplacement actuel du quartier se trouvaient des espaces agricoles situés à l'extérieur de la ville fortifiée et qui appartenaient au Conseil des XV, ce qui donna son nom au quartier au XVIIIe siècle. 
En 1862, le couvent du Bon Pasteur s’installe dans le secteur à proximité du parc de l'Orangerie.
La « Train Kasernement », actuel quartier Lecourbe, est construite au bord du bassin des Remparts en 1892.
En 1911, la ville lance un concours d’architecture pour l’aménagement d’un quartier de villas. Les premières constructions débutent en 1912.
Un arrêté municipal nommé « Prescriptions concernant la construction de villas dans le quartier du Conseil des XV » est publié le 17 février 1923.
Au sud, le quartier Vauban s'organise entre la rue éponyme et l'avenue de la Forêt-Noire. Il est un exemple d'habitat social du début du XXe siècle : la cité Spach conçue par l'architecte Joseph Nadler, comprend des logements aérés, spacieux, équipés au gaz. La cité Léon Blum est bâtie quelques années plus tard sur le même principe et d'autres habitations suivent avenue de la Forêt-Noire, boulevard Leblois et rue Vauban.
Cette politique d'habitat social est également caractérisée par la cité Rotterdam, réalisée en 1951 : c'est le premier grand ensemble construit à partir de préfabriqués. L'architecte Eugène Beaudouin remporta le concours organisé par le Ministère de la Reconstruction et de l'urbanisme et construisit 800 appartements d'apparence austère mais traversants donc lumineux, articulés autour d'un parc et de l'école.
Les églises Saint-Bernard et Saint-Matthieu sont réalisées dans les années 1960.
Le couvent du Bon Pasteur est démoli en 1991 pour permettre la construction d’immeubles de standings agencés autour d’un lac artificiel.
L’Église de Tous-les-Saints de Strasbourg, située à l’emplacement des anciens courts de tennis du centre de recherche sur les macromolécules est achevée en 2018.

## Transports en commun
La station Place d'Islande, terminus de la ligne F du tramway, se trouve au sud du quartier, sur la place éponyme.
Le quartier est également parcouru par les lignes de bus C1, 2, 15 et G.